# Orla Jørgensen
Orla Jørgensen (n. 25 mai 1904, Gentofte Municipality⁠(d), amtul Copenhaga⁠(d), Danemarca – d. 29 iunie 1947, Gentofte Municipality⁠(d), amtul Copenhaga⁠(d), Danemarca) a fost un ciclist danez, medaliat olimpic. A participat la o ediție a Jocurilor Olimpice (1928) în care a câștigat o medalie de aur.

## Participări
Lista de mai jos prezintă principalele competiții la care a participat Orla Jørgensen de-a lungul carierei.
- cycling at the 1928 Summer Olympics – men's team road race[*]